# جيمس براون (عالم)
جيمس براون (بالإنجليزية: James Cooke Brown) (و. 1921 – 2000 م) هو كاتب، وروائي، وعالم اجتماع، ومصمم ألعاب، وكاتب خيال علمي أمريكي، ولد في تاغبيلاران، توفي في أرض النار، عن عمر يناهز 79 عاماً. واشتهر بإنشاء لغة لوغلان المصممة وتصميم لعبة كاريرز من إنتاج باركر براذرز.

## التعليم
تعلم في جامعة منيسوتا.